# Изумруд (бронепалубен крайцер, 1903)
Изумруд (на руски: Изумруд) е бронепалубен крайцер от 2-ри ранг на руския императорски флот построен в началото на 20 век. Втория кораб на серията „Жемчуг“. Крайцери построени в Русия по преработеният проект за „малък“ крайцер-разузнавач „Новик“, построен в Германия. Корабите са строени по корабостроителната програма „За нуждите на Далечния Изток“. Крайцерът е заложен едновременно със систершипа си „Жемчуг“ на 1 юни 1902 г., денят в който е спуснат на вода миноносеца „Безупречний“. Кораба участва в Руско-японската война, по конкретно в Цушимското сражение и загива няколко дни след него.

## Участие в Цушимското сражение
Участието в Цушимското сражение на Руско-японската война е в състава на Втора Тихоокеанска ескадра (командир на крайцера е капитан 2-ри ранг Василий Николаевич Ферзен). По време на боя води успешен огън по неприятеля, удачно маневрира от японските снаряди, при това получава три попадения без загуби сред екипажа. Единственият крайцер, не изоставил ескадрата след боя, а през нощта я охранява от атаките на миноносците. На втория ден след сражението японците, имащи числено превъзходство, с отряда броненосци обкръжават крайцера. Без достатъчно количество боеприпаси и въглища, и с големи повреди, оцелелите кораби на ескадрата вземат решение да се предадат. При издигане от флагмана на броненосците на сигнал за предаване на японците крайцера не му се подчинява и на пълен ход излиза от строя и от обкръжението. Поема сам към Владивосток.

## Гибелта на крайцера
Командирът на кораба капитан 2-ри ранг Ферзен, който се проявява блестящо по време на боя и измъкването от обкръжението, вече на път за Владивосток се поддава на паниката и започва да се държи неадекватно при подхода към бреговете на Русия. Отначало сменя курса, поради което кораба се „разминава“ с Владивосток на разстояние от 180 мили, после неправилно избира курса на крайцера при заход в залива Владимир, което го качва върху скалите. След това, опасявайки се от идване на кораби на противника и без да дочака прилива за да свали съда от камъните, взема решението да унищожи съвършено изправния кораб и с екипажа да върви пеша към Владивосток. Възможно е, за вземането на тези решения, значение да има нервното пренапрежение и липсата на почивка на практически целия екипаж.
Впоследствие тези действия на командира на кораба се оправдават с вероятността от минирани подходи към Владивосток и нежеланието му да предаде кораба на противника, който, възможно е, да преследва крайцера, по пътя му към Владивосток.

## Eкипажът през 1905 г.
- Командир: капитан 2-ри ранг барон Ферзен, Василий Николаевич
- Старши офицер: 2-ри ранг ранг Паттон-Фантон де-Верайон, Пьотр Иванович
- Ревизор: лейтенант Романов, Владимир Вадимович
- Минен офицер: лейтенант Заозерский, Михаил Евгениевич
- Артилерийски офицер: лейтенант Василиев, Виктор Сергеевич
- Старши щурмански офицер: лейтенант Полушкин, Александр Сергеевич
- Младши щурмански офицер: мичман Свербеев, Фьодор Дмитриевич
- Вахтен началник: мичман Вирениус, Николай Андреевич
- Вахтен офицер: мичман Соловиев, Борис Всеволодович
- Вахтен офицер: мичман Феодосиу, Дмитрий Илич
- Вахтен офицер: мичман Нордман, Антон Николаевич
- Вахтен офицер: прапорщик по морската част барон Стуарт, Александр Александрович
- Старши корабен механик: щабс-капитан от КИМФ Семенюк, Александр Данилович
- Младши корабен механик: поручик КИМФ Топчиев, Александр Григориевич
- Младши корабен механик: прапорщик по механичната част Шандренко, Александр Николаевич
- Младши корабен механик: прапорщик по механичната части А. Т. Дарморозов
- Корабен лекар: колежки асесор Кравченко, Владимир Семьонович
- Корабен лекар: лекар Бравин, Александр Михайлович

## Галерия
|                     |                                                         | |                                                                                                 |
| Крайцерът „Изумруд“ | Взривеният крайцер „Изумруд“ в залива Владимир, 1905 г. | Вдалечината вдясно – полуостров Ватовски, около него на дъното на залива лежат останките на крайцера. | Паметник на моряците от крайцера „Изумруд“ в село Тимофеевка Олгински район на Приморския край. |

|  | Тази страница частично или изцяло представлява превод на страницата „Изумруд (бронепалубный крейсер)“ в Уикипедия на руски. Оригиналният текст, както и този превод, са защитени от Лиценза „Криейтив Комънс – Признание – Споделяне на споделеното“, а за съдържание, създадено преди юни 2009 година – от Лиценза за свободна документация на ГНУ. Прегледайте историята на редакциите на оригиналната страница, както и на преводната страница, за да видите списъка на съавторите. ВАЖНО: Този шаблон се отнася единствено до авторските права върху съдържанието на статията. Добавянето му не отменя изискването да се посочват конкретни източници на твърденията, които да бъдат благонадеждни. |